# Japan i olympiska vinterspelen 1994
Japan deltog med 59 deltagare vid de olympiska vinterspelen 1994 i Lillehammer. Totalt vann de en guldmedalj, två silvermedaljer och två bronsmedaljer.

## Medaljer

### Guld
- Takanori Kono, Masashi Abe och Kenji Ogiwara - Nordisk kombination, lag.

### Silver
- Takanori Kono - Nordisk kombination, individuellt.
- Jin’ya Nishikata, Takanobu Okabe, Noriaki Kasai och Masahiko Harada - Backhoppning, lagtävling.

### Brons
- Manabu Horii - Skridskor, 500 meter.
- Hiromi Yamamoto - Skridskor, 5 000 meter.